# أحمد نيازي بك
أحمد نيازي بك ((بالتركية: Ahmet Niyazi Bey))‏ (1873 - 1912) هو بك عثماني من رسنه وهي مدينة في مقدونيا حالياً، تواجد في أواخر القرن 19 وبدايات القرن 20. وهو من الألبان، وقد كان أحد أعضاء ثورة تركيا الفتاة سنة 1908.

## روابط خارجية
- أحمد نيازي بك على موقع الموسوعة البريطانية (الإنجليزية)